# Cavernicola (insecto)
Cavernicola es un género de la familia de las chinches asesinas (Reduviidae). Las especies de este género son endémicas de los ecotopos salvajes de Panamá y el norte de Sudamérica.
Las especies de Cavernicola, así como muchos otros insectos redúvidos, son considerados vectores de Trypanosoma cruzi, una causa conocida de la enfermedad de Chagas.
Cavernicola pilosa se alimenta principalmente de murciélagos, pero se ha informado que también puede morder a seres humanos. Suelen ser de color marrón, con marcas amarillas.

## Especies
Las especies identificadas del género Cavernicola son:
- Cavernicola lenti (Barrett & Arias, 1985)
- Cavernícola pilosa (Barber, 1937)